# Jesús Yoldi Bereau
Jesús Yoldi Bereau (Arizcun, Navarra, 4 de diciembre de 1894-Granada, 23 de octubre de 1936) fue un químico, catedrático y político español. Durante la Segunda República fue alcalde de Granada. Tras el comienzo de la Guerra civil fue detenido, encarcelado y fusilado por los sublevados,

## Biografía
Nacido en 1894 en Arizcun, realizó sus estudios de ciencias químicas en la Universidad de Zaragoza, licenciándose en 1915. Dos años más tarde se doctoró en químicas, y tras obtener su doctorado es nombrado profesor en la Universidad zaragozana. Al año es nombrado profesor auxiliar interino de química inorgánica en la Universidad de Sevilla, donde impartirá docencia hasta 1924. Ese mismo año se incorporó a la Universidad de Granada como catedrático de Química general.
En la capital granadina, Yoldi se implicó en la vida política de la ciudad. Fue militante del Partido Republicano Autónomo de Granada (PRAG), aunque después se pasaría a Acción Republicana (AR) y finalmente a Izquierda Republicana (IR). En abril de 1932 fue elegido alcalde de Granada, cargo que ocuparía durante un corto plazo,
Tras el triunfo en Granada del golpe de Estado de julio de 1936, que daría origen a la Guerra Civil, fue detenido por los sublevados. Durante algún tiempo estuvo destinado en «La Colonia» junto a otros presos como Joaquín García Labella. Según indica Ian Gibson, estos habían sido llevados allí bajo "protección" del capitán José Nestares Cuéllar, y con la misión de cavar zanjas y enterrar a los fusilados, algo que inicialmente les habría salvado de ser ejecutados. Sin embargo, Nestares no pudo evitar su muerte, y finalmente el 23 de octubre acabó siendo fusilado junto a otros detenidos en el cementerio de San José de Granada,

## Familia
Su hermano Francisco fue catedrático de química en la Universidad de Sevilla hasta 1947.